# Penkow
Penkow – część gminy (Ortsteil) Göhren-Lebbin w Niemczech, w kraju związkowym Meklemburgia-Pomorze Przednie, w powiecie Mecklenburgische Seenplatte, w Związku Gmin Malchow. Do 31 grudnia 2023 samodzielna gmina.